# Gueorgui Kostadinov
Gueorgui Kostadinov   (Burgàs, 3 de març de 1950) és un boxejador búlgar, ja retirat, primer campió olímpic de boxa búlgar.
El 1972 va prendre part en els Jocs Olímpics d'Estiu de Munic, on va guanyar la medalla d'or en la categoria del pes mosca del programa de boxa, en guanyar en la final a l'ugandès Leo Rwabwogo. Quatre anys més tard, als Jocs de Montreal, quedà eliminat en sèries en la mateixa categoria del programa de boxa.
Graduat per l'Acadèmia Nacional d'Esports "Vasil Levski", va treballar com a entrenador al Club Esportiu Txernomorets i a l'Iraq (1989-1990). Posteriorment va treballar al Departament d'Esports de l'Ajuntament de Burgas.